# Clostridium tetani
Clostridium tetani är en sporbildande, stavformad, grampositiv bakterie som finns på flera platser i världen. Normalt förekommer den i tarmfloran hos människor och djur men också i gödslad jord. Bakterien bildar giftet tetanustoxin som blockerar nervimpulserna från vissa celler i ryggmärgen och orsakar muskelspasmer, vilket orsakar sjukdomen stelkramp.

## Klassen Clostridia
Bakterierna i klassen Clostridia är anaeroba, sporbildande, grampositiva stavar. De är spridda i naturen och många av dem är vanliga jord-födda bakterier. Deras förmåga att producera sporer ger dem möjlighet att överleva under svåra förhållanden och detta ger dem även ett starkt skydd mot kemiska och fysiska faktorer. Inom klassen Clostridia finns släktet Clostridium och av de arter som finns inom detta släkte är det fyra arter; C. tetani, C. botulinum, C. perfringens och C. difficile som är de mest framträdande patogenerna.

## Patogenicitet
C. tetani är inte enbart patogent hos människor utan kan också drabba djur, som till exempel hästar och får. Symptom hos får är att det inte går att öppna fårets mun och hästar kan få svårt att äta och bli stela i nacken. För att undvika att människor och andra djur drabbas bör de vaccineras.

## Sporbildning
Vissa grampositiva bakterier, även C. tetani, är sporbildande under hårda förhållanden, som till exempel näringsbrist. Sporbildning är en livscykel som innebär att bakterien kan konvertera från ett aktivt stadium till ett inaktivt stadium, en så kallad spor. Sporen innehåller en komplett kopia av kromosomen och har många skal som skyddar DNA:t från höga temperaturer, strålning och attacker från de flesta enzymer. Sporen kan överleva i flera århundraden tills förhållandena blir bättre och då återgår den till ett aktivt stadium.

## Vaccination
Alla vacciner mot stelkramp innehåller toxoid. Detta är en avgiftad form av det gift som bakterien själv producerar och som i naturlig form orsakar sjukdomssymtomen. Toxoiderna kan inte utlösa sjukdomssymtom men däremot utlöser det produktionen av antikroppar. Vaccination mot stelkramp bör ske vid 3, 5 och 12 månaders ålder. Efter detta rekommenderas påfyllnadsdoser vid 5 års ålder, 14-15 års ålder och som vuxen vart tjugonde år. Vaccinet kan orsaka en del biverkningar så som feber, rodnad och svullnad . I utvecklingsländer är neonatal stelkramp, det vill säga när barn föds genom en icke steril förlossning, en av de större bidragande orsakerna till spädbarnsdödlighet. Över hela världen dog uppskattningsvis ungefär 59,000 barn av neonatal stelkramp under 2008.

## Giftet
Det behövs en vävnadsskada som sänker reduktions-oxidationspotentialen för att på så sätt skapa en miljö som är lämplig för tillväxt i syrefria förhållanden. När den här tillväxten påbörjas förblir organismen begränsad till den nekrotiska vävnaden, där de växande cellerna av C. tetani producerar det dödliga giftet. C. tetani producerar två toxiner. För det första bildas tetanolysin som är en hemolysin som inaktiveras av kolesterol. För det andra bildas tetanospasmin som är ett spasmogent toxin och det är detta som är ansvarigt för de klassiska symptomen på sjukdomen stelkramp .
Tetanospasmins verkan på kroppen är komplex och omfattar tre delar av nervsystemet: central motorstyrning, autonom funktion och den neuromuskulära förbindelsen. Giftet tar sig in i nervsystemet främst genom den neuromuskulära förbindelsen av alfamotoriska nervceller (de nervceller som stimulerar skelettmuskulaturen) och därefter transporteras giftet till andra nervceller. Viktigast av dessa nervceller är de presynaptiska hämmande cellerna där giftet inte längre är tillgängligt för att neutraliseras av antitoxin. Giftet kan också spridas via blodet, men det måste ändå komma in i det centrala nervsystemet via retrograd transport (förflyttning av molekyler bort från synapsen eller plasmamembranet, mot cellens organ) från perifera neurala processer (de processer som sker i det perifera nervsystemet). När giftet får tillgång till hämmande nervceller blockerar det frisättningen av neurotransmittorerna glycin och gammaaminosmörsyra. Blockeringen av denna frisättning leder till kramper i musklerna, som i sin tur leder till muskelstelhet .